# Raymond Kegeris
Raymond „Ray” Kegeris (ur. 10 września 1901 w Bellwood, zm. 14 sierpnia 1975 w Los Angeles) – amerykański pływak specjalizujący się w stylu grzbietowym, medalista igrzysk olimpijskich oraz mistrzostw kraju.
Kegeris reprezentował Stany Zjednoczone na VII Letnich Igrzyskach Olimpijskich w Antwerpii w 1920 roku. Startował tam w jednej konkurencji – pływaniu na 100 metrów stylem grzbietowym. Wystartował w pierwszym wyścigu eliminacyjnym, w którym z czasem 1:17,8 zajął pierwsze miejsce i zakwalifikował się do finału. Jednocześnie Kegeris ustanowił nowy rekord olimpijski poprawiając poprzedni rekord Harry’ego Hebnera o trzy sekundy. W drugim wyścigu eliminacyjnym Warren Kealoha poprawił rekord Amerykanina. W finale Kegeris poprawił się o sekundę i z czasem 1:16,8 zajął drugie miejsce. 
Kegeris reprezentował barwy klubu Los Angeles AC. Zdobył tytuł amatorskiego mistrza kraju w 1921 i 1922 roku na dystansie 150 jardów stylem grzbietowym.